# Les Idiots (Conrad)
Les Idiots (The Idiots) est une nouvelle de Joseph Conrad publiée en 1896.

## Historique
Les Idiots paraît en 1896 dans la revue The Savoy, puis en 1898 dans le recueil de nouvelles Tales of Unrest (traduit en français par Inquiétude).
De mars à septembre 1896, Conrad, avec sa jeune épouse, séjourne en Bretagne, à Île-Grande. Ce conte reproduit avec réalisme l'âpreté de la vie bretonne à la fin du XIXe siècle.

## Résumé
Sur le bord de la route de Tréguier, le narrateur aperçoit un idiot, puis trois autres. Le cocher lui apprend qu'ils sont les enfants d'un fermier de par ici...

## Éditions en anglais
- Les Idiots, dans le sixième numéro de la revue The Savoy en octobre 1896.
- Les Idiots, dans le recueil de nouvelles Tales of Unrest, chez T. Fisher Unwin, en avril 1898.

## Traductions en français
- Les Idiots, traduit par G. Jean-Aubry, Paris, Éditions Gallimard, 1932
- Les Idiots, traduction revue par Pierre Coustillas, Conrad, Œuvres, tome I, Éditions Gallimard, « Bibliothèque de la Pléiade », 1982.